# Wilhelm Kirschey
 (janvier 2024).
 (janvier 2024).
La mise en forme du texte ne suit pas les recommandations de Wikipédia : il faut le « wikifier ».
Les points d'amélioration suivants sont les cas les plus fréquents. Le détail des points à revoir est peut-être précisé sur la page de discussion.
- Les titres sont pré-formatés par le logiciel. Ils ne sont ni en capitales, ni en gras.
- Le texte ne doit pas être écrit en capitales (les noms de famille non plus), ni en gras, ni en italique, ni en « petit »…
- Le gras n'est utilisé que pour surligner le titre de l'article dans l'introduction, une seule fois.
- L'italique est rarement utilisé : mots en langue étrangère, titres d'œuvres, noms de bateaux, etc.
- Les citations ne sont pas en italique mais en corps de texte normal. Elles sont entourées par des guillemets français : « et ».
- Les listes à puces sont à éviter, des paragraphes rédigés étant largement préférés. Les tableaux sont à réserver à la présentation de données structurées (résultats, etc.).
- Les appels de note de bas de page (petits chiffres en exposant, introduits par l'outil «  Source ») sont à placer entre la fin de phrase et le point final[comme ça].
- Les liens internes (vers d'autres articles de Wikipédia) sont à choisir avec parcimonie. Créez des liens vers des articles approfondissant le sujet. Les termes génériques sans rapport avec le sujet sont à éviter, ainsi que les répétitions de liens vers un même terme.
- Les liens externes sont à placer uniquement dans une section « Liens externes », à la fin de l'article. Ces liens sont à choisir avec parcimonie suivant les règles définies. Si un lien sert de source à l'article, son insertion dans le texte est à faire par les notes de bas de page.
- La présentation des références doit suivre les conventions bibliographiques. Il est recommandé d'utiliser les modèles {{Ouvrage}}, {{Chapitre}}, {{Article}}, {{Lien web}} et/ou {{Bibliographie}}. Le mode d'édition visuel peut mettre en forme automatiquement les références.
- Insérer une infobox (cadre d'informations à droite) n'est pas obligatoire pour parachever la mise en page.

Pour une aide détaillée, merci de consulter Aide:Wikification.
Si vous pensez que ces points ont été résolus, vous pouvez retirer ce bandeau et améliorer la mise en forme d'un autre article.
 (janvier 2024).
 (janvier 2024).
Wilhelm Kirschey, né le 27 mars 1906 à Elberfeld et mort le 13 mai 2006 à Berlin, est un responsable allemand du KPD, résistant au national-socialisme, directeur de publication et diplomate de la RDA.

## Biographie
Son père est Wilhelm Kirschey, maçon, sa mère est Auguste née Berghöfer. Les parents ont une fille aînée et quatre fils plus jeunes. Le père Wilhelm est cofondateur du syndicat de la construction et membre du SPD. Opposant à la guerre, il est enrôlé dans l'armée en 1915 et grièvement blessé à Verdun. Il meurt en 1917. Sa mère Auguste rejoint l'USPD en 1917, et plus tard l'Association internationale des victimes de guerre et du travail. Elle parcourt l'Allemagne pour que le gouvernement fédéral rallie les citoyens à ses objectifs. En mars 1920, le jeune Wilhelm est pris dans les combats de l'Armée rouge de la Ruhr contre les putschistes de Kapp, en aidant sa mère à préparer de la nourriture dans la salle syndicale. Peu après, son appartement est perquisitionné.
Il termine ses études primaires. Il rejoint la Jeunesse prolétarienne socialiste, qui fusionne peu après avec la Jeunesse communiste d'Allemagne. Mère Auguste a été élue au parlement de la ville en tant que membre du KPD. L'administration municipale lui refuse la formation de comptable qu'il avait envisagée. Il est apprenti chez un grossiste en fil, est utilisé comme coursier. Il suit une formation de comptable avec un professeur privé.
Pendant la période inflationniste, il distribue des tracts du KPD, appelant à une grève pour obtenir des salaires plus élevés. Il est arrêté, condamné à une amende. En 1923, il rejoint le KPD. Il est employé comme comptable à la « Rote Tribüne » à Elberfeld. Il obtient son premier emploi commercial dans la maison d'édition Remscheid KPD de la « Bergische Tageszeitung ». Après l'interdiction du KPD, lui et douze de ses camarades sont emprisonnés : ils continuaient à distribuer des publications imprimées illégalement. De 1924 à 1926, Kirschey devint chef de sous-district du KJVD. En 1927, il part à Düsseldorf comme comptable à l'imprimerie du journal KPD « Freiheit » dans le district du Bas-Rhin. Comptable reconnu, il est promu chef comptable et commissaire aux comptes chez Papier-Erzeugungs- und Verehrungs AG (PEUVAG) à Berlin. Il habite un quartier chic du quartier de Schöneberg. Sa tâche est de sécuriser les actifs du parti, avec l'aide de sociétés du parti déguisées en sociétés privées. Pour garantir la propriété du KPD, la société « Diligentia » est créée en Suisse. L'imprimerie allemande est vendue à l'entreprise bâloise. La société fiduciaire et de révision « Profunda » remplace la PEUVAG, dissoute en 1932. En mars 1933, le gouvernement nazi confisque toutes les imprimeries du parti. Kirschey doit organiser la liquidation de « Profunda ». Cela signifie qu’aucune autre activité commerciale n’est possible.
En 1933, il émigre d'Essen à Bâle, en Suisse, avec du matériel caché du parti. Il devient employé du Komintern. Il administre les imprimeries et maisons d'édition des partis communistes en Europe occidentale. Son directeur, Hugo Eberlein, lui organise des voyages dans plusieurs villes d'Europe occidentale. En janvier 1934, il est nommé à la direction du «  journal ouvrier » dirigé à Sarrebruck (les précédents responsables ont démissionné devant la situation incertaine due au prochain référendum).
À Sarrebruck, il rencontre Karoline, qui travaille comme femme de ménage chez son hébergeur.
Son travail consiste à acheminer des pièces de machines à imprimer en France. Karoline donne naissance à leur fils Walter à Wuppertal avec sa sœur. En 1935, Kirschey s'enfuit en France. À Forbach, il travaille dans la gestion de l'émigration du parti, qui s'occupe des émigrants allant en Union soviétique. Libéré de la direction de l'émigration, il est employé à la mission étrangère du Comité central du KPD à Paris. Il doit organiser les adresses postales, les points de contact pour la correspondance des partis, et trouver un logement pour les coursiers.
Fin 1939, il est interné dans le camp de Vierzon. Le parti a ordonné à tous les émigrés de se présenter au point d'enregistrement désigné. Il endure la vie de camp dans des conditions inhumaines. Les internés sont mis au travail dans une scierie de bois. D'autres transferts s'ensuivent vers Orléans, Montauban et Agen. Il se rend à Auch dans le sud de la France ; il est reconnu comme « prestataire » et peut ainsi être démobilisé. 
Au cours des semaines et des mois suivants, il devient ouvrier forestier, bûcheron et constructeur de routes. Il réchappe d'une grave maladie rénale. Il est engagé comme comptable dans une usine de carton. Il est sous surveillance policière jusqu'en 1944. Il est arrêté et remis à la Gestapo, qui l'envoie à la prison militaire de Toulouse. Le 30 juillet 1944, il est déporté au camp de concentration de Buchenwald. Le 5 août, les prisonniers débarquent à la rampe de la gare de Buchenwald. Il reçoit le numéro de prisonnier 69545. Kirschey est envoyé au service des statistiques du travail, où il suit 25 000 détenues femmes.
Le 11 avril 1945, les prisonniers sont libérés par l'armée américaine . La direction désormais légale du camp des prisonniers peut répandre les nouvelles et les informations qu'il avait rassemblées en écoutant les stations de radio alliées. Elles paraissent dans le premier journal du camp, distribué le 12 avril.
Avec les 21 000 autres prisonniers libérés, il participe à la cérémonie funéraire, le 19 avril et récite le serment de Buchenwald aux personnes rassemblées.
Le 23 mai 1945, il part dans la Hesse dans un omnibus, avec 20 autres anciens prisonniers. À Fritzlar, ils obtiennent qu'un GI les conduise à Düsseldorf. Il se retrouve à Elberfeld avec sa famille. 
En février 1946, il prend la direction de la Maison d'édition libre communiste de Düsseldorf. Fin 1946, il s'installe dans la zone d'occupation soviétique et devient membre du SED. Il est directeur commercial du Sachsenverlag à Plauen, puis chef du département d'audit au sein du conseil d'administration du parti SED. De 1950 à 1959, il est  chef de service au « Zentrag ». De 1959 à 1963, Kirschey est consul général de la mission commerciale de la RDA en Guinée, puis chef du département des cadres au ministère des Affaires étrangères. En 1976, il reçoit l'Étoile de l'amitié internationale en or.
Après 1989, il qualifie le déclin de la RDA comme l'échec de la direction de son parti. Sa dernière apparition publique remonte au 16 août, au mémorial de Buchenwald, pour l'anniversaire de la libération. Lors de l'appel, il exhorte les jeunes générations à ne plus jamais accepter le fascisme. Kirschey meurt le 13 mai 2006 à Berlin, à 100 ans.